# Hueyapan de Ocampo (municipalité)
La municipalité de Hueyapan de Ocampo est l'une des 212 municipalités de l'État de Veracruz, et est située dans la partie sud-est de cet État, au Mexique. Elle fait partie du bassin du fleuve Río Papaloapan et s'appuie au sud-ouest sur sa rivière affluente Río San Juan. Elle prend également appui au nord sur les piémonts du massif volcanique de la Sierra de los Tuxtlas. Elle est administrativement rattachée à la région de Los Tuxtlas, qui une des 10 subdivisions administratives de l'État de Veracruz.

## Géographie
Le territoire de la municipalité de Hueyapan de Ocampo s'étend d'est en ouest dans la partie nord-ouest de bassin du fleuve Río Papaloapan. Son affluent de rive droite, le Río San Juan forme sa limite sud-ouest, tandis que les rivières San Andrés, San Juan Zapopan et Tachicán, tributaire du Río San Juan, le traversent d'est en ouest. La partie nord de son territoire prend appui sur les piémonts du massif volcanique de la Sierra de los Tuxtlas, avec les volcans de Santa Martha et de San Martín Tuxtla, situés plus au nord, en dehors de son territoire. Son chef-lieu est la ville éponyme de Hueyapan de Ocampo, centre se trouve dans le centre-est de son territoire. Celui-ci couvre une superficie de 711,6 km2 et était peuplé en 2010 de 41 649 habitants, pour une densité de 58,5 habitants par km2.
Elle est limitrophe au nord des municipalités de Catemaco et de San Andrés Tuxtla, à l'ouest de celle d'Isla, au sud de celles de Juan Rodríguez Clara et de Acayucan, et à l'est de celle de Soteapan.

## Composition et démographie
La municipalité était composée en 2010 de 99 localités, dont 3 sont considérées comme urbaines, les autres étant rurales.
| Localité              | Population |
| --------------------- | ---------- |
| Juan Díaz Covarrubias | 6091       |
| Hueyapan de Ocampo    | 3608       |
| Los Mangos            | 2699       |
| Cuatotolapan Estación | 2222       |
| El Aguacate           | 2030       |
| Reste des localités   | 24 999     |
| Total population      | 41 649     |

En plus de l'espagnol, plusieurs langues amérindiennes sont parlées dans la municipalité, dont les principales sont par ordre d'importance : le popoluca de la Sierra et de manière plus marginale le nahuatl.

## Histoire
La municipalité est créée en 1923, par détachement d'une partie du territoire de la municipalité d'Acayucan. Elle est nommée "de Ocampo" en l'honneur de Melchor Ocampo, qui fut un collaborateur du président Benito Juárez, au milieu du XIXe siècle.

### Agriculture et élevage
La superficie des parcelles semées représentait en 2014 une surface totale de 30 228,5 hectares, parmi lesquels 12 200 hectares voués à la culture de la canne à sucre, 15 502 hectares voués à celle du maïs, et 935 hectares voués à la culture du haricot.
En 2014, la production de viande par tonnes comprenait 4249,7 tonnes de viande bovine, 255,9 tonnes de viande porcine, 40 tonnes de viande ovine, 173 tonnes de volailles, et 13,9 tonnes de dinde. La superficie vouée à l'élevage représentait 57 820 hectares.